# Protrudomycetaceae
Protrudomycetaceae är en familj av svampar. Protrudomycetaceae ingår i ordningen Rhizophydiales, klassen Chytridiomycetes, divisionen pisksvampar och riket svampar.
|                    | Rhizophydiaceae                 |
|                    |                                 |
| Protrudomycetaceae | \| \| Protrudomyces \| \| \| \| |
|                    | \| \| Protrudomyces \| \| \| \| |
|                    | Pateramycetaceae                |
|                    |                                 |
|                    | Kappamycetaceae                 |
|                    |                                 |
|                    | Gorgonomycetaceae               |
|                    |                                 |
|                    | Globomycetaceae                 |
|                    |                                 |
|                    | Aquamycetaceae                  |
|                    |                                 |
|                    | Angulomycetaceae                |
|                    |                                 |
|                    | Terramycetaceae                 |
|                    |                                 |
|                    | Batrachochytrium                |
|                    |                                 |
|                    | Protrudomyces                   |
|                    |                                 |

|  | Protrudomyces |
|  |               |